# Liste des planètes mineures (665001-666000)
Voici la liste des planètes mineures numérotées de 665001 à 666000. Les planètes mineures sont numérotées lorsque leur orbite est confirmée, ce qui peut parfois se produire longtemps après leur découverte. Elles sont classées ici par leur numéro.

## Planètes mineures 665001 à 666000
- (665001) 2008 WO6
- (665002) 2008 WS8
- (665003) 2008 WG9
- (665004) 2008 WG12
- (665005) 2008 WK15
- (665006) 2008 WL18
- (665007) 2008 WA23
- (665008) 2008 WH27
- (665009) 2008 WV27
- (665010) 2008 WO28
- (665011) 2008 WU36
- (665012) 2008 WZ37
- (665013) 2008 WT42
- (665014) 2008 WX43
- (665015) 2008 WV45
- (665016) 2008 WN48
- (665017) 2008 WN49
- (665018) 2008 WJ54
- (665019) 2008 WD55
- (665020) 2008 WY55
- (665021) 2008 WM58
- (665022) 2008 WV58
- (665023) 2008 WY60
- (665024) 2008 WE61
- (665025) 2008 WH61
- (665026) 2008 WB71
- (665027) 2008 WL71
- (665028) 2008 WM78
- (665029) 2008 WF80
- (665030) 2008 WS83
- (665031) 2008 WN84
- (665032) 2008 WE86
- (665033) 2008 WS86
- (665034) 2008 WT90
- (665035) 2008 WD94
- (665036) 2008 WB101
- (665037) 2008 WQ102
- (665038) 2008 WZ104
- (665039) 2008 WB108
- (665040) 2008 WC108
- (665041) 2008 WT109
- (665042) 2008 WD111
- (665043) 2008 WQ118
- (665044) 2008 WZ118
- (665045) 2008 WZ125
- (665046) 2008 WA128
- (665047) 2008 WE133
- (665048) 2008 WE137
- (665049) 2008 WY144
- (665050) 2008 WB145
- (665051) 2008 WN145
- (665052) 2008 WG149
- (665053) 2008 WA153
- (665054) 2008 WJ156
- (665055) 2008 WJ159
- (665056) 2008 WT161
- (665057) 2008 WN163
- (665058) 2008 XJ1
- (665059) 2008 XG4
- (665060) 2008 XD8
- (665061) 2008 XX9
- (665062) 2008 XB13
- (665063) 2008 XV17
- (665064) 2008 XO18
- (665065) 2008 XT18
- (665066) 2008 XK20
- (665067) 2008 XX20
- (665068) 2008 XZ23
- (665069) 2008 XF25
- (665070) 2008 XA27
- (665071) 2008 XA32
- (665072) 2008 XH38
- (665073) 2008 XJ41
- (665074) 2008 XF42
- (665075) 2008 XB45
- (665076) 2008 XU45
- (665077) 2008 XN51
- (665078) 2008 XS54
- (665079) Tym
- (665080) 2008 XG58
- (665081) 2008 XC60
- (665082) 2008 XE61
- (665083) 2008 YM16
- (665084) 2008 YU18
- (665085) 2008 YG21
- (665086) 2008 YM25
- (665087) 2008 YX25
- (665088) 2008 YJ26
- (665089) 2008 YN26
- (665090) 2008 YU26
- (665091) 2008 YT27
- (665092) 2008 YT29
- (665093) 2008 YS33
- (665094) 2008 YW43
- (665095) 2008 YB45
- (665096) 2008 YH45
- (665097) 2008 YX54
- (665098) 2008 YH55
- (665099) 2008 YB61
- (665100) 2008 YM67
- (665101) 2008 YR67
- (665102) 2008 YD69
- (665103) 2008 YP73
- (665104) 2008 YE75
- (665105) 2008 YS76
- (665106) 2008 YA78
- (665107) 2008 YZ81
- (665108) 2008 YU86
- (665109) 2008 YR98
- (665110) 2008 YE103
- (665111) 2008 YK111
- (665112) 2008 YZ112
- (665113) 2008 YK113
- (665114) 2008 YJ114
- (665115) 2008 YT119
- (665116) 2008 YA123
- (665117) 2008 YX125
- (665118) 2008 YL127
- (665119) 2008 YO129
- (665120) 2008 YY129
- (665121) 2008 YJ131
- (665122) 2008 YC136
- (665123) 2008 YX136
- (665124) 2008 YA139
- (665125) 2008 YE153
- (665126) 2008 YW167
- (665127) 2008 YV173
- (665128) 2008 YH175
- (665129) 2008 YV175
- (665130) 2008 YA176
- (665131) 2008 YW176
- (665132) 2008 YD177
- (665133) 2008 YJ178
- (665134) 2008 YT179
- (665135) 2008 YB181
- (665136) 2008 YT181
- (665137) 2008 YR182
- (665138) 2008 YY189
- (665139) 2008 YS193
- (665140) 2008 YE194
- (665141) 2009 AJ2
- (665142) 2009 AQ3
- (665143) 2009 AM5
- (665144) 2009 AN6
- (665145) 2009 AM8
- (665146) 2009 AW8
- (665147) 2009 AE11
- (665148) 2009 AJ12
- (665149) 2009 AN14
- (665150) 2009 AB16
- (665151) 2009 AH16
- (665152) 2009 AS16
- (665153) 2009 AQ17
- (665154) 2009 AX17
- (665155) 2009 AC18
- (665156) 2009 AJ19
- (665157) 2009 AF29
- (665158) 2009 AR34
- (665159) 2009 AS38
- (665160) 2009 AV38
- (665161) 2009 AW43
- (665162) 2009 AK44
- (665163) 2009 AY48
- (665164) 2009 AW52
- (665165) 2009 AB53
- (665166) 2009 AC53
- (665167) 2009 AO53
- (665168) 2009 AP53
- (665169) 2009 AT53
- (665170) 2009 AE57
- (665171) 2009 AB58
- (665172) 2009 AR58
- (665173) 2009 AS58
- (665174) 2009 AN59
- (665175) 2009 AU60
- (665176) 2009 AV60
- (665177) 2009 AK64
- (665178) 2009 AS64
- (665179) 2009 AL65
- (665180) 2009 BO
- (665181) 2009 BU8
- (665182) 2009 BY18
- (665183) 2009 BH20
- (665184) 2009 BF22
- (665185) 2009 BV25
- (665186) 2009 BF30
- (665187) 2009 BU34
- (665188) 2009 BR43
- (665189) 2009 BK46
- (665190) 2009 BE49
- (665191) 2009 BB59
- (665192) 2009 BD59
- (665193) 2009 BM59
- (665194) 2009 BQ75
- (665195) 2009 BJ79
- (665196) 2009 BW80
- (665197) 2009 BP83
- (665198) 2009 BM85
- (665199) 2009 BK90
- (665200) 2009 BS92
- (665201) 2009 BM96
- (665202) 2009 BO97
- (665203) 2009 BU97
- (665204) 2009 BN100
- (665205) 2009 BZ100
- (665206) 2009 BG101
- (665207) 2009 BU101
- (665208) 2009 BW103
- (665209) 2009 BE108
- (665210) 2009 BL109
- (665211) 2009 BB112
- (665212) 2009 BO121
- (665213) 2009 BT121
- (665214) 2009 BE123
- (665215) 2009 BC128
- (665216) 2009 BY128
- (665217) 2009 BF129
- (665218) 2009 BR133
- (665219) 2009 BV140
- (665220) 2009 BK145
- (665221) 2009 BH146
- (665222) 2009 BU152
- (665223) 2009 BT160
- (665224) 2009 BU160
- (665225) 2009 BD162
- (665226) 2009 BT162
- (665227) 2009 BE165
- (665228) 2009 BJ165
- (665229) 2009 BP168
- (665230) 2009 BZ171
- (665231) 2009 BW176
- (665232) 2009 BX179
- (665233) 2009 BB184
- (665234) 2009 BZ186
- (665235) 2009 BO189
- (665236) 2009 BT192
- (665237) 2009 BJ193
- (665238) 2009 BP194
- (665239) 2009 BQ195
- (665240) 2009 BU195
- (665241) 2009 BU196
- (665242) 2009 BP197
- (665243) 2009 BP199
- (665244) 2009 BG200
- (665245) 2009 BP200
- (665246) 2009 BD202
- (665247) 2009 BX205
- (665248) 2009 BY208
- (665249) 2009 BU211
- (665250) 2009 CA2
- (665251) 2009 CT15
- (665252) 2009 CK17
- (665253) 2009 CW17
- (665254) 2009 CR21
- (665255) 2009 CP27
- (665256) 2009 CO34
- (665257) 2009 CX34
- (665258) 2009 CU43
- (665259) 2009 CH58
- (665260) 2009 CG60
- (665261) 2009 CT66
- (665262) 2009 CA67
- (665263) 2009 CC67
- (665264) 2009 CQ67
- (665265) 2009 CT67
- (665266) 2009 CV67
- (665267) 2009 CY67
- (665268) 2009 CZ67
- (665269) 2009 CL68
- (665270) 2009 CR68
- (665271) 2009 CT69
- (665272) 2009 CZ69
- (665273) 2009 CK71
- (665274) 2009 CN73
- (665275) 2009 CJ74
- (665276) 2009 CM76
- (665277) 2009 DE6
- (665278) 2009 DK9
- (665279) 2009 DS22
- (665280) 2009 DN27
- (665281) 2009 DV29
- (665282) 2009 DL30
- (665283) 2009 DD31
- (665284) 2009 DG36
- (665285) 2009 DF37
- (665286) 2009 DZ37
- (665287) 2009 DL40
- (665288) 2009 DW66
- (665289) 2009 DG68
- (665290) 2009 DN74
- (665291) 2009 DZ74
- (665292) 2009 DQ79
- (665293) 2009 DG84
- (665294) 2009 DK84
- (665295) 2009 DX85
- (665296) 2009 DE86
- (665297) 2009 DH86
- (665298) 2009 DV88
- (665299) 2009 DN94
- (665300) 2009 DX94
- (665301) 2009 DS95
- (665302) 2009 DG100
- (665303) 2009 DY100
- (665304) 2009 DP105
- (665305) 2009 DQ105
- (665306) 2009 DV106
- (665307) 2009 DL108
- (665308) 2009 DQ109
- (665309) 2009 DE112
- (665310) 2009 DA113
- (665311) 2009 DS113
- (665312) 2009 DU123
- (665313) 2009 DH127
- (665314) 2009 DY135
- (665315) 2009 DK140
- (665316) 2009 DS146
- (665317) 2009 DH147
- (665318) 2009 DB148
- (665319) 2009 DL148
- (665320) 2009 DQ150
- (665321) 2009 DF151
- (665322) 2009 DK151
- (665323) 2009 DD153
- (665324) 2009 DX158
- (665325) 2009 DQ159
- (665326) 2009 EF3
- (665327) 2009 EC6
- (665328) 2009 ES9
- (665329) 2009 EA11
- (665330) 2009 EP12
- (665331) 2009 EM19
- (665332) 2009 EZ32
- (665333) 2009 EE33
- (665334) 2009 EZ33
- (665335) 2009 EE36
- (665336) 2009 EN39
- (665337) 2009 EN42
- (665338) 2009 FS2
- (665339) 2009 FT3
- (665340) 2009 FE6
- (665341) 2009 FP6
- (665342) 2009 FV6
- (665343) 2009 FR17
- (665344) 2009 FZ17
- (665345) 2009 FZ25
- (665346) 2009 FW26
- (665347) 2009 FZ28
- (665348) 2009 FL33
- (665349) 2009 FW33
- (665350) 2009 FV43
- (665351) 2009 FT46
- (665352) 2009 FH48
- (665353) 2009 FL48
- (665354) 2009 FB60
- (665355) 2009 FK77
- (665356) 2009 FW79
- (665357) 2009 FN80
- (665358) 2009 FE82
- (665359) 2009 FG82
- (665360) 2009 FJ82
- (665361) 2009 FQ82
- (665362) 2009 FU83
- (665363) 2009 FV86
- (665364) 2009 FJ88
- (665365) 2009 FV88
- (665366) 2009 FY88
- (665367) 2009 FF89
- (665368) 2009 FY93
- (665369) 2009 GZ3
- (665370) 2009 GE7
- (665371) 2009 HD2
- (665372) 2009 HW3
- (665373) 2009 HC5
- (665374) 2009 HY6
- (665375) 2009 HC9
- (665376) 2009 HF10
- (665377) 2009 HM16
- (665378) 2009 HF31
- (665379) 2009 HP32
- (665380) 2009 HG35
- (665381) 2009 HK41
- (665382) 2009 HV44
- (665383) 2009 HK47
- (665384) 2009 HX55
- (665385) 2009 HD56
- (665386) 2009 HH56
- (665387) 2009 HY60
- (665388) 2009 HM67
- (665389) 2009 HJ69
- (665390) 2009 HD82
- (665391) 2009 HY82
- (665392) 2009 HO87
- (665393) 2009 HE88
- (665394) 2009 HH89
- (665395) 2009 HN100
- (665396) 2009 HN109
- (665397) 2009 HA111
- (665398) 2009 HB111
- (665399) 2009 HL111
- (665400) 2009 HF112
- (665401) 2009 HP112
- (665402) 2009 HK116
- (665403) 2009 HN116
- (665404) 2009 HQ117
- (665405) 2009 HC118
- (665406) 2009 HX118
- (665407) 2009 HH119
- (665408) 2009 HN119
- (665409) 2009 HW120
- (665410) 2009 HF121
- (665411) 2009 HO122
- (665412) 2009 HK124
- (665413) 2009 HF125
- (665414) 2009 JQ10
- (665415) 2009 JV14
- (665416) 2009 JL15
- (665417) 2009 JJ20
- (665418) 2009 JL20
- (665419) 2009 JX20
- (665420) 2009 JL23
- (665421) 2009 KS5
- (665422) 2009 KE6
- (665423) 2009 KV6
- (665424) 2009 KD7
- (665425) 2009 KK7
- (665426) 2009 KU8
- (665427) 2009 KB10
- (665428) 2009 KO10
- (665429) 2009 KT21
- (665430) 2009 KC22
- (665431) 2009 KC23
- (665432) 2009 KU24
- (665433) 2009 KP25
- (665434) 2009 KS25
- (665435) 2009 KQ36
- (665436) 2009 KM39
- (665437) 2009 KD40
- (665438) 2009 KK40
- (665439) 2009 KG41
- (665440) 2009 KC42
- (665441) 2009 KA44
- (665442) 2009 LT1
- (665443) 2009 LK2
- (665444) 2009 LR6
- (665445) 2009 LT7
- (665446) 2009 MF1
- (665447) 2009 MT3
- (665448) 2009 ML5
- (665449) 2009 MH9
- (665450) 2009 MN10
- (665451) 2009 MY10
- (665452) 2009 MA11
- (665453) 2009 MB12
- (665454) 2009 MT12
- (665455) 2009 NS
- (665456) 2009 OB8
- (665457) 2009 OC10
- (665458) 2009 OX12
- (665459) 2009 OF13
- (665460) 2009 OO14
- (665461) 2009 OE17
- (665462) 2009 OH19
- (665463) 2009 OO19
- (665464) 2009 OS21
- (665465) 2009 OW24
- (665466) 2009 OB27
- (665467) 2009 OW27
- (665468) 2009 OX27
- (665469) 2009 OX29
- (665470) 2009 PQ
- (665471) 2009 PZ
- (665472) 2009 PZ2
- (665473) 2009 PK4
- (665474) 2009 PU4
- (665475) 2009 PH7
- (665476) 2009 PD11
- (665477) 2009 PR12
- (665478) 2009 PT17
- (665479) 2009 PU17
- (665480) 2009 PO21
- (665481) 2009 PW21
- (665482) 2009 PM22
- (665483) 2009 PT22
- (665484) 2009 PY22
- (665485) 2009 QG
- (665486) 2009 QR1
- (665487) 2009 QD3
- (665488) 2009 QL3
- (665489) 2009 QR3
- (665490) 2009 QR4
- (665491) 2009 QW6
- (665492) 2009 QF7
- (665493) 2009 QX7
- (665494) 2009 QZ7
- (665495) 2009 QX8
- (665496) 2009 QZ8
- (665497) 2009 QY10
- (665498) 2009 QX21
- (665499) 2009 QD24
- (665500) 2009 QM27
- (665501) 2009 QA28
- (665502) 2009 QO29
- (665503) 2009 QF35
- (665504) 2009 QW35
- (665505) 2009 QF37
- (665506) 2009 QK37
- (665507) 2009 QF38
- (665508) 2009 QW39
- (665509) 2009 QG41
- (665510) 2009 QA44
- (665511) 2009 QQ44
- (665512) 2009 QL45
- (665513) 2009 QK47
- (665514) 2009 QU50
- (665515) 2009 QE51
- (665516) 2009 QG52
- (665517) 2009 QJ54
- (665518) 2009 QM63
- (665519) 2009 QB64
- (665520) 2009 QA65
- (665521) 2009 QW66
- (665522) 2009 QE69
- (665523) 2009 QP69
- (665524) 2009 QZ69
- (665525) 2009 QK70
- (665526) 2009 QD73
- (665527) 2009 QF73
- (665528) 2009 QL73
- (665529) 2009 QB75
- (665530) 2009 QZ78
- (665531) 2009 RT
- (665532) 2009 RN2
- (665533) 2009 RO9
- (665534) 2009 RM10
- (665535) 2009 RE13
- (665536) 2009 RZ13
- (665537) 2009 RD17
- (665538) 2009 RB18
- (665539) 2009 RB20
- (665540) 2009 RF21
- (665541) 2009 RB23
- (665542) 2009 RP23
- (665543) 2009 RO25
- (665544) 2009 RR25
- (665545) 2009 RL27
- (665546) 2009 RD32
- (665547) 2009 RT35
- (665548) 2009 RJ36
- (665549) 2009 RQ37
- (665550) 2009 RO40
- (665551) 2009 RG41
- (665552) 2009 RK41
- (665553) 2009 RT41
- (665554) 2009 RA43
- (665555) 2009 RF43
- (665556) 2009 RN44
- (665557) 2009 RQ46
- (665558) 2009 RS46
- (665559) 2009 RN52
- (665560) 2009 RL55
- (665561) 2009 RU56
- (665562) 2009 RA57
- (665563) 2009 RL57
- (665564) 2009 RD58
- (665565) 2009 RM59
- (665566) 2009 RV64
- (665567) 2009 RV67
- (665568) 2009 RZ68
- (665569) 2009 RH75
- (665570) 2009 RH78
- (665571) 2009 RJ78
- (665572) 2009 RP78
- (665573) 2009 RX79
- (665574) 2009 RO80
- (665575) 2009 RV81
- (665576) 2009 RZ81
- (665577) 2009 RO82
- (665578) 2009 SG4
- (665579) 2009 SM6
- (665580) 2009 SQ6
- (665581) 2009 SN7
- (665582) 2009 SH9
- (665583) 2009 SB14
- (665584) 2009 SY17
- (665585) 2009 SP19
- (665586) 2009 SG20
- (665587) 2009 SJ20
- (665588) 2009 SR21
- (665589) 2009 SA22
- (665590) 2009 SO24
- (665591) 2009 SQ30
- (665592) 2009 ST30
- (665593) 2009 SG31
- (665594) 2009 SJ35
- (665595) 2009 SL37
- (665596) 2009 SO37
- (665597) 2009 SP38
- (665598) 2009 SF39
- (665599) 2009 SQ41
- (665600) 2009 SA43
- (665601) 2009 SX43
- (665602) 2009 SQ44
- (665603) 2009 SP46
- (665604) 2009 SD47
- (665605) 2009 SG51
- (665606) 2009 SW54
- (665607) 2009 SV55
- (665608) 2009 SA56
- (665609) 2009 SV56
- (665610) 2009 SG60
- (665611) 2009 SA64
- (665612) 2009 SP69
- (665613) 2009 SW77
- (665614) 2009 ST80
- (665615) 2009 SW81
- (665616) 2009 SP83
- (665617) 2009 SU86
- (665618) 2009 SY87
- (665619) 2009 SQ91
- (665620) 2009 SY94
- (665621) 2009 SD99
- (665622) 2009 SP99
- (665623) 2009 SV99
- (665624) 2009 SB106
- (665625) 2009 SN107
- (665626) 2009 SW108
- (665627) 2009 SY108
- (665628) 2009 SX117
- (665629) 2009 SV120
- (665630) 2009 SC123
- (665631) 2009 SF123
- (665632) 2009 SZ125
- (665633) 2009 SZ128
- (665634) 2009 SO129
- (665635) 2009 SE130
- (665636) 2009 SL130
- (665637) 2009 SX131
- (665638) 2009 SE135
- (665639) 2009 SQ137
- (665640) 2009 SR139
- (665641) 2009 SU140
- (665642) 2009 SC142
- (665643) 2009 SF148
- (665644) 2009 SV148
- (665645) 2009 SX148
- (665646) 2009 SP151
- (665647) 2009 SJ152
- (665648) 2009 ST152
- (665649) 2009 SZ154
- (665650) 2009 SS157
- (665651) 2009 SE159
- (665652) 2009 SF159
- (665653) 2009 SP159
- (665654) 2009 SA160
- (665655) 2009 SJ160
- (665656) 2009 SA161
- (665657) 2009 SM163
- (665658) 2009 SP165
- (665659) 2009 SS166
- (665660) 2009 SN172
- (665661) 2009 SV173
- (665662) 2009 SE175
- (665663) 2009 SS177
- (665664) 2009 SG178
- (665665) 2009 ST178
- (665666) 2009 SR183
- (665667) 2009 SS185
- (665668) 2009 SQ188
- (665669) 2009 SK190
- (665670) 2009 SF192
- (665671) 2009 SC194
- (665672) 2009 SD194
- (665673) 2009 SO197
- (665674) 2009 SM199
- (665675) 2009 SU200
- (665676) 2009 SZ201
- (665677) 2009 SK205
- (665678) 2009 SC207
- (665679) 2009 SZ208
- (665680) 2009 SG210
- (665681) 2009 SS211
- (665682) 2009 SS216
- (665683) 2009 SS218
- (665684) 2009 SS219
- (665685) 2009 SE222
- (665686) 2009 SP222
- (665687) 2009 SH223
- (665688) 2009 SJ226
- (665689) 2009 SR227
- (665690) 2009 SH229
- (665691) 2009 SM230
- (665692) 2009 SS231
- (665693) 2009 SG236
- (665694) 2009 SM237
- (665695) 2009 ST238
- (665696) 2009 SW239
- (665697) 2009 SA244
- (665698) 2009 SG245
- (665699) 2009 SC248
- (665700) 2009 SH249
- (665701) 2009 SN250
- (665702) 2009 SA251
- (665703) 2009 SJ251
- (665704) 2009 SK255
- (665705) 2009 SE257
- (665706) 2009 SM259
- (665707) 2009 SQ259
- (665708) 2009 SQ262
- (665709) 2009 SF263
- (665710) 2009 SE264
- (665711) 2009 SA265
- (665712) 2009 SK265
- (665713) 2009 SH267
- (665714) 2009 SE269
- (665715) 2009 SL269
- (665716) 2009 SL271
- (665717) 2009 SS272
- (665718) 2009 SV272
- (665719) 2009 SD273
- (665720) 2009 SG274
- (665721) 2009 SQ282
- (665722) 2009 SK283
- (665723) 2009 SF289
- (665724) 2009 ST289
- (665725) 2009 SN295
- (665726) 2009 SF298
- (665727) 2009 SU301
- (665728) 2009 SW304
- (665729) 2009 SD305
- (665730) 2009 SQ305
- (665731) 2009 ST306
- (665732) 2009 SD308
- (665733) 2009 SE313
- (665734) 2009 SJ314
- (665735) 2009 SY318
- (665736) 2009 SJ323
- (665737) 2009 SV323
- (665738) 2009 SX326
- (665739) 2009 SR333
- (665740) 2009 SY339
- (665741) 2009 SR342
- (665742) 2009 ST347
- (665743) 2009 SY347
- (665744) 2009 SQ359
- (665745) 2009 SG363
- (665746) 2009 SN366
- (665747) 2009 SV369
- (665748) 2009 SC370
- (665749) 2009 SH371
- (665750) 2009 SK373
- (665751) 2009 SM373
- (665752) 2009 SP374
- (665753) 2009 SX374
- (665754) 2009 SZ374
- (665755) 2009 SD375
- (665756) 2009 SD376
- (665757) 2009 SN376
- (665758) 2009 SK377
- (665759) 2009 SO377
- (665760) 2009 SS381
- (665761) 2009 SF382
- (665762) 2009 SV382
- (665763) 2009 SA383
- (665764) 2009 SA384
- (665765) 2009 SM385
- (665766) 2009 SO385
- (665767) 2009 SV385
- (665768) 2009 SH390
- (665769) 2009 SD391
- (665770) 2009 SE391
- (665771) 2009 SY391
- (665772) 2009 SG392
- (665773) 2009 SN392
- (665774) 2009 SV393
- (665775) 2009 SB394
- (665776) 2009 SO396
- (665777) 2009 SR396
- (665778) 2009 SU396
- (665779) 2009 SG398
- (665780) 2009 SP401
- (665781) 2009 SX403
- (665782) 2009 SA404
- (665783) 2009 SN404
- (665784) 2009 SU404
- (665785) 2009 SX404
- (665786) 2009 SL412
- (665787) 2009 SW412
- (665788) 2009 SH413
- (665789) 2009 SL414
- (665790) 2009 SU414
- (665791) 2009 SD419
- (665792) 2009 SN420
- (665793) 2009 SU420
- (665794) 2009 SR421
- (665795) 2009 SD425
- (665796) 2009 SX426
- (665797) 2009 TP1
- (665798) 2009 TN3
- (665799) 2009 TA10
- (665800) 2009 TH10
- (665801) 2009 TN11
- (665802) 2009 TR11
- (665803) 2009 TT12
- (665804) 2009 TM22
- (665805) 2009 TO23
- (665806) 2009 TP25
- (665807) 2009 TS25
- (665808) 2009 TU31
- (665809) 2009 TM37
- (665810) 2009 TG40
- (665811) 2009 TC41
- (665812) 2009 TR42
- (665813) 2009 TN43
- (665814) 2009 TG45
- (665815) 2009 TT45
- (665816) 2009 TU50
- (665817) 2009 TD51
- (665818) 2009 TP51
- (665819) 2009 TT51
- (665820) 2009 TX51
- (665821) 2009 TY51
- (665822) 2009 TN53
- (665823) 2009 TM56
- (665824) 2009 TG58
- (665825) 2009 UW1
- (665826) 2009 UB2
- (665827) 2009 UO5
- (665828) 2009 UN9
- (665829) 2009 UZ9
- (665830) 2009 US12
- (665831) 2009 UU12
- (665832) 2009 UV12
- (665833) 2009 UL15
- (665834) 2009 UG19
- (665835) 2009 UJ19
- (665836) 2009 UO19
- (665837) 2009 UR20
- (665838) 2009 UK21
- (665839) 2009 UH24
- (665840) 2009 UQ25
- (665841) 2009 UW25
- (665842) 2009 UA29
- (665843) 2009 UM34
- (665844) 2009 UK36
- (665845) 2009 US40
- (665846) 2009 UV40
- (665847) 2009 UA43
- (665848) 2009 UQ45
- (665849) 2009 UU50
- (665850) 2009 UL52
- (665851) 2009 UP52
- (665852) 2009 UC53
- (665853) 2009 UQ55
- (665854) 2009 UV55
- (665855) 2009 UB59
- (665856) 2009 UV60
- (665857) 2009 UC62
- (665858) 2009 UZ64
- (665859) 2009 UF68
- (665860) 2009 UM69
- (665861) 2009 UP69
- (665862) 2009 UT69
- (665863) 2009 UY70
- (665864) 2009 UE73
- (665865) 2009 UH75
- (665866) 2009 UJ75
- (665867) 2009 UJ81
- (665868) 2009 UO81
- (665869) 2009 UX82
- (665870) 2009 UW85
- (665871) 2009 UM86
- (665872) 2009 UK90
- (665873) 2009 UR90
- (665874) 2009 UU90
- (665875) 2009 UC99
- (665876) 2009 UM99
- (665877) 2009 UD101
- (665878) 2009 UV101
- (665879) 2009 UV107
- (665880) 2009 UF109
- (665881) 2009 UR110
- (665882) 2009 UZ112
- (665883) 2009 UL117
- (665884) 2009 UB121
- (665885) 2009 UH122
- (665886) 2009 UJ125
- (665887) 2009 UN125
- (665888) 2009 US126
- (665889) 2009 UK132
- (665890) 2009 UL141
- (665891) 2009 UX143
- (665892) 2009 UZ148
- (665893) 2009 UB151
- (665894) 2009 UA155
- (665895) 2009 UT156
- (665896) 2009 UV159
- (665897) 2009 UA160
- (665898) 2009 US161
- (665899) 2009 UY161
- (665900) 2009 UK162
- (665901) 2009 UA163
- (665902) 2009 UG163
- (665903) 2009 UW163
- (665904) 2009 UA164
- (665905) 2009 UD164
- (665906) 2009 UQ166
- (665907) 2009 UU166
- (665908) 2009 UD167
- (665909) 2009 UA170
- (665910) 2009 UN171
- (665911) 2009 UZ171
- (665912) 2009 UM174
- (665913) 2009 UK175
- (665914) 2009 UA176
- (665915) 2009 UP176
- (665916) 2009 UQ176
- (665917) 2009 UR176
- (665918) 2009 US176
- (665919) 2009 UK179
- (665920) 2009 UO179
- (665921) 2009 UZ183
- (665922) 2009 UB186
- (665923) 2009 UR192
- (665924) 2009 UJ193
- (665925) 2009 VM9
- (665926) 2009 VV10
- (665927) 2009 VR11
- (665928) 2009 VW12
- (665929) 2009 VC13
- (665930) 2009 VW13
- (665931) 2009 VM15
- (665932) 2009 VT15
- (665933) 2009 VW15
- (665934) 2009 VL19
- (665935) 2009 VN19
- (665936) 2009 VR20
- (665937) 2009 VJ21
- (665938) 2009 VB22
- (665939) 2009 VF23
- (665940) 2009 VK25
- (665941) 2009 VP25
- (665942) 2009 VV25
- (665943) 2009 VQ27
- (665944) 2009 VR28
- (665945) 2009 VV29
- (665946) 2009 VM36
- (665947) 2009 VY36
- (665948) 2009 VU38
- (665949) 2009 VX39
- (665950) 2009 VO41
- (665951) 2009 VF47
- (665952) 2009 VQ47
- (665953) 2009 VS47
- (665954) 2009 VE48
- (665955) 2009 VJ50
- (665956) 2009 VP51
- (665957) 2009 VG52
- (665958) 2009 VB55
- (665959) 2009 VZ55
- (665960) 2009 VH58
- (665961) 2009 VF63
- (665962) 2009 VS70
- (665963) 2009 VB75
- (665964) 2009 VR77
- (665965) 2009 VG79
- (665966) 2009 VY83
- (665967) 2009 VC84
- (665968) 2009 VX88
- (665969) 2009 VN89
- (665970) 2009 VC95
- (665971) 2009 VC98
- (665972) 2009 VA100
- (665973) 2009 VO100
- (665974) 2009 VU101
- (665975) 2009 VP104
- (665976) 2009 VC105
- (665977) 2009 VW105
- (665978) 2009 VN108
- (665979) 2009 VW109
- (665980) 2009 VQ110
- (665981) 2009 VN118
- (665982) 2009 VB120
- (665983) 2009 VL120
- (665984) 2009 VG121
- (665985) 2009 VQ122
- (665986) 2009 VL123
- (665987) 2009 VT130
- (665988) 2009 VC133
- (665989) 2009 WB3
- (665990) 2009 WO7
- (665991) 2009 WF9
- (665992) 2009 WX11
- (665993) 2009 WB13
- (665994) 2009 WT14
- (665995) 2009 WE15
- (665996) 2009 WL16
- (665997) 2009 WD17
- (665998) 2009 WB18
- (665999) 2009 WN20
- (666000) 2009 WS24